# 天智航
北京天智航医疗科技股份有限公司（上交所：688277，简称：天智航-U；新三板除牌前：834360，简称：天智航），是一家在中国科创板上市的高新技术企业，公司主要从事以骨科手术机器人为代表的相关智能医疗装备研发、生产和销售。
公司总部位于北京市海淀区；现任董事长为张送根，系中组部“万人计划”科技创业领军人才，科技部科技创新创业人才。

## 历史
公司成立于2005年，2010年获国内首个医疗机器人III类注册许可证，是全球第五家、也是目前国内唯一一家获得国家食品药品监督管理总局III类医疗机器人注册许可证的公司。公司第三代产品天玑骨科手术机器人于2016年11月获批上市，是国际上唯一能够开展创伤骨科、脊柱外科手术的骨科机器人。
2015年11月19日，天智航在新三板挂牌上市，主办券商为中信建投证券。2020年7月7日，于科创板上市，股票代码“688277”。